# اولگا لوجینا
اولگا لوجینا (انگلیسی: Olga Lugina؛ زادهٔ ۸ ژانویهٔ ۱۹۷۴) تنیس‌باز اهل اوکراین است.